# 무제한급
무제한급(無制限級, Openweight)은 격투 스포츠나 프로 레슬링 등에서 사용되는 비공식 체급이다. 체중에 제한을 두지 않는 체급으로 무차별급이라고도 한다.

## 종합격투기
일반적으로 미국 네바다 규정에 의해 헤비급(93~120 kg) 위에 슈퍼헤비급(120 kg 이상~제한없음)을 두고 있지만, 대한민국이나 일본 등 아시아 단체들은 이를 구분하지 않고 있다. 무제한급은 체중 제한 자체가 없어서 93 kg 미만 선수와 그 이상의 훨씬 무거운 선수가 대결하기도 하지만, 대체적으로 100 kg 이상 대의 선수들이 대결하고 있어, 대한민국이나 일본 등 아시아 단체들은 헤비급(93 kg ~ 제한없음)을 무제한급으로 부르는 추세이다. 로드 FC, 판크라스, ZST, 딥 등의 단체에서 현재 무제한급을 사용하고 있다. 지금은 사라진 단체 드림에도 《슈퍼 헐크 토너먼트 - 세계초인선수권》이라는 이름을 붙인 무제한급이 있었다. 판크라스의 경우 가장 무거운 체급인 슈퍼헤비급이 폐지되면서 무제한급에 통합되었다. 딥에서는 메가톤급이라는 이름으로 무제한급을 실시해, 100kg 이상의 선수들이 대결한 적이 있으나, 초대 챔피언은 100kg에 못미치는 가와구치 유스케였다.

### 프로페셔널 챔피언

#### 현 챔피언
2018년 1월 19일 기준 표입니다.
| 단체      | 벨트 획득일      | 챔피언        | 기록                  | 방어 횟수 |
| --------- | ---------------- | ------------- | --------------------- | --------- |
| 로드 FC   | 2016년 9월 24일  | 마이티 모     | 12-5 (9KO 3SUB)       | 2         |
| 라이진 FF | 2016년 12월 31일 | 미르코 크로캅 | 35-11-2-1 (26KO 6SUB) | 0         |

## 기타 스포츠

### 유도
유도에서는 무제한급이 있는 대회(세계 유도 선수권 대회)나, 무제한급으로 치러지는 대회(전 일본 유도 선수권 대회)도 있다. 올림픽에도 과거에는 무제한급이 있었지만, 지금은 100 kg 이상 급으로 바뀌어있다.

### 레슬링
레슬링에도 무제한급을 실시하는 대회가 있다.

### 프로 레슬링
프로 레슬링에는 많은 토너먼트전이 무제한급으로 치러지고 있으며 IWGP U-30 무제한급 챔피언십, 글로벌 하드코어 크라운 무제한급 챔피언십 등의 무제한급 타이틀이 있다.

## 같이 보기
- 체급